# Jan Popowicz
Jan Popowicz, född 5 januari 1948, är en polsk bågskytt. Han deltog vid olympiska sommarspelen 1976.